# Bartók Kamaraszínház
A Bartók Kamaraszínház Dunaújváros városának színháza, melyet Őze Áron színművész vezet 2016 óta.

## Története
Az intézmény jogelődjét, a Bartók Béla Kultúrházat 1953-ban nyitották meg. Működésének első húsz esztendejében a város lakosságának szórakozását biztosította. 1973-ban Bartók Béla Művelődési Központ néven működött tovább, valamit megalakult a Dunaújvárosi Bemutatószínpad, amely már saját bemutatókat is tartott. Az első 10 évben évadonként két új bemutató született, olyan rendezőkkel, mint Valló Péter, Iglódi István, Csiszár Imre, Árkosi Árpád, és olyan színészekkel, mint Bujtor István, Tímár Éva, Jordán Tamás, Jobba Gabi, Bács Ferenc, Kern András, Reviczky Gábor, Szilágyi Tibor, vagy Bálint András. 
A következő tíz esztendőben vidéki színházakkal közösen hoztak létre és játszottak előadásokat, emellett befogadószínházként is működött az intézmény. 1992-től Bartók Kamaraszínház és Művészetek Háza néven működik tovább a színház, saját társulattal és vendégművészekkel. 1999-ben alakul meg a Dunaújvárosi Bartók Táncszínház, mint új tagozat. Az épület egy 380 fős nagyteremmel, és egy 90 fős stúdióteremmel rendelkezik.

## Igazgatói
- Knódel Mária (–2011)[3]
- Borsós Beáta (2011–2016)[4]
- Őze Áron (2016–)[5]

## Társulat (2024/2025)

### Vezetés
- Igazgató: Őze Áron
- Művészeti igazgató: Csadi Zoltán
- Műszaki igazgató: Suplicz Mihály

### Színészek
- Csadi Zoltán
- Gasparik Gábor
- Kiss Csaba
- Kovács Vanda
- Őze Áron
- Polgár Lilla

### Bartók Táncszínház
- Bánházy Eszter
- Deák Bálint
- Dunaveczki Éva
- Hahn Jusztina Sára
- Halmosi Dzsenifer
- Hernicz Albert
- Jaklics Liliána
- Perger Balázs
- Péter Szilvia
- Simon Gergő
- Széchenyi Krisztián
- Szeretva Renáta
- Végső Zsolt
- Zolja Adél